# Petrkov (Lípa)
Petrkov (německy Peterkau) je vesnice, část obce Lípa v okrese Havlíčkův Brod. Nachází se asi 2 km na severovýchod od Lípy. Prochází tudy železniční trať Havlíčkův Brod – Humpolec. V roce 2012 zde bylo evidováno 100 adres a zde trvale žilo 196 obyvatel. Východním okrajem osady protéká potok Žabinec, který je levostranným přítokem řeky Sázavy.
Petrkov je také název katastrálního území o rozloze 3,63 km².

## Historie
První písemná zmínka o obci pochází z roku 1381. Petrkov byl do roku 1960 samostatná obec.

## Pamětihodnosti
- Zámek
- Lázně Petrkov
- Dům čp. 30
- Petrkovská lípa – památný strom, lípa velkolistá (Tilia platyphyllos Scop.), odhadované stáří 400 let

## Významní rodáci
- Bohuslav Reynek (1892–1971), básník, překladatel, grafik, malíř